# 데이비드 앰버
데이비드 앰버 (David Amber)는 음악 프로듀서이자 작곡가이다. 앰버는 트와이스의  "YES or YES"와 "Heart Shaker" 및 AOA, EXO-CBX, B.A.P, 프로미스나인, 효연, 업텐션, NCT, 오마이걸, CRAVITY 등 여러 케이팝 가수의 노래의 작곡과 프로듀싱, 그리고 텔레비전과 광고의 작곡가로 잘 알려져있다.

## 초기 삶
앰버는 뉴저지 웨인에서 태어났다. 그는 어릴 때부터 제이팝 음악을 좋아했으며, 18세에 그는 펜실베니아주 필라델피아로 이주하여 드렉셀 대학교에 다니며 그곳에서 음악 산업 프로그램을 공부했다.

## 경력
데이비드 앰버는 오디오 엔지니어로 일하기 시작하며, 2011년에 뉴욕으로 이주하여 광고 및 텔레비전 작곡가/프로듀서로의 일을 시작했다. 이 기간 동안, 그는 다양한 텔레비전 쇼와 광고를 위한 음악을 작곡하고 제작했다. 그의 작품은 The Voice, Dora and Friends, Butterbean's Cafe, Girl Code, National Geographic, Discovery Channel, 그리고 Buick, JCPenny, 그리고 Macy's 에서 사용됐다. 뉴욕에 있는 기간동안 SM엔터테인먼트가 뉴욕에서 열린 그들의 콘서트에 그를 초대하면서 그와의 작업을 제안했고, 그 후 그의 케이팝 작곡이 시작되었다.
앰버의 케이팝 경력의 시작은 2012년 허영생의 "DraMagic!"이다. 이 노래는 성공적이었고, 2016년, 그는 로스앤젤레스로 거주지를 옮겼다. 그 후, 그는 로스앤젤레스의 코리아타운에 기반을 둔 AmberSongs Production을 만들었다.
2016년, 앰버는 효연의 "Mystery"로, 빌보드 차트의 세계 디지털 노래 판매 부문에서 12위를 기록했다. 2017년, 앰버는 트와이스의 노래 "Heart Shaker"를 프로듀싱했고, 가온 차트와 케이팝 핫 100에서 1위를 차지했다. "Heart Shaker"는 세계 디지털 노래 판매로 빌보드에서 2위, 빌보드 차트 필리핀에서 1위, 일본 핫 100에서 4위에오르며 국제적인 주목을 받았다. 2018년, 앰버와 앤디 러브(Andy Love)는 트와이스의 "Yes or Yes"를 작곡했고, 이 노래는 가온차트에서 1위, 일본 핫 100에서 5위를 달성했으며, KMCA로부터 플래티넘 레코드를 받았다. 같은 해, 앰버는 프로미스나인의 "Love Bomb"을 작업했는데, 이는 빌보드의 기사 "2018년 최고의 K-pop 노래 20개"에 실렸다.
2018년, 앰버는 유튜브의 싱어송라이터이자 댄서인 죠조 시와(jojo Siwa)의 노래 "Everyday Popstars"를 프로듀싱했고, 여자친구의 "Love Bug", AOA의 "Illusion", 오마이걸의 "Illusion", EXO-CBX의 "Ringa Ringa Ring" 등 많은 노래를 만들었다. 2019년에는 아스트로의 "Love Wheel", 루나의 "위성(Satellite)", NCT-127의 "Blow My Mind"을 작업했으며, 유튜버인 웬지(Wengie)의 노래 "Talk Talk"를 제작하고 피처링에 참여했다.

## 디스코그래피

### 프로듀싱 및 작곡 크레딧
- 2012: Ashley Jana – “Electricity (Remix)”  프로듀싱
- 2012: 허영생– “DraMagic!” 프로듀싱 및 작곡[3]
- 2013: 김아중 - "Run the World" 프로듀싱 및 작곡
- 2016: 효연 - "Mystery"  프로듀싱 및 작곡[3]
- 2017: 트와이스 - "Heart Shaker" 프로듀싱 및 작곡[1][2][3][12]
- 2017: NCT DREAM - "La La Love" 프로듀싱 및 작곡[12]
- 2017: 업텐션 - "The World is Waiting" 프로듀싱 및 작곡
- 2017: Doberman Infinity - "We Like a Harley" 프로듀싱 및 작곡 - 3 각주
- 2017: A.B.C.-Z - "Endless Summer Magic" 프로듀싱
- 2018: Sexy Zone - "Birthday for you" 프로듀싱 및 작곡
- 2018: 트와이스 - “YES or YES” 프로듀싱 및 작곡[1][2][3]
- 2018: 여자친구 - "Love Bug" 프로듀싱 및 작곡[12]
- 2018: EXO-CBX - "Ringa Ringa Ring" 프로듀싱 및 작곡[3][12]
- 2018: AOA - "뚜뚜뚜" 프로듀싱 및 작곡
- 2018: B.A.P - "Hands Up" 프로듀싱 및 작곡
- 2018: fromis_9 - “Love Bomb” 프로듀싱 및 작곡[3][12]
- 2018: 은혁 - “Swaggerific” 프로듀싱 및 작곡
- 2018: 업텐션 - "Wild Love" 프로듀싱 및 작곡[3]
- 2018: 조조 시와 - “Everyday Popstars” 프로듀싱 및 작곡[8]
- 2018: 드림노트 - “Dream Note” 프로듀싱 및 작곡[12]
- 2018: 페어리즈 - "Mr. Blue Sky" 프로듀싱 및 작곡
- 2018: Idol Producer - "Boom Boom Boom" 프로듀싱 및 작곡
- 2018: Idol Producer - "Firewalking" 프로듀싱 및 작곡
- 2018: 마이네임 - “Lovestruck” 프로듀싱 및 작곡
- 2018: 마이네임 - "Sing Out It Loud" 프로듀싱 및 작곡
- 2018: 케빈 - “Ride Along” 프로듀싱 및 작곡
- 2018: Salu - "Goodbye" 프로듀싱 및 작곡
- 2018: 오마이걸 - “Illusion” 프로듀싱 및 작곡
- 2018: A.B.C.-Z - "Steal Your Lips" 프로듀싱 및 작곡
- 2019: 오마이걸 - “Crime Scene” 프로듀싱 및 작곡
- 2019: Flowback - “Weekend” 프로듀싱 및 작곡
- 2019: 드림노트- “하쿠나 마타타” 프로듀싱 및 작곡
- 2019: 려욱 - “Something Good” 프로듀싱 및 작곡
- 2019: NCT127 - “Blow My Mind” 프로듀싱 및 작곡
- 2019: 아스트로 - “Love Wheel” 프로듀싱 및 작곡
- 2019: 골든차일드 - “I Love U Crazy!” 프로듀싱 및 작곡
- 2019: 이달의 소녀 - “위성 (Satellite)” 프로듀싱 및 작곡
- 2019: 원어스 - “808” 프로듀싱 및 작곡
- 2019: SF9 - “무중력"  프로듀싱 및 작곡
- 2019: MAP6 - “MAGIC” 프로듀싱 및 작곡
- 2019: MAP6 - “Assassin” 프로듀싱
- 2019: Dream Shizuka (E Girls) - “Woman We Are” 프로듀싱 및 작곡
- 2019: SF9 - “하필” 프로듀싱 및 작곡
- 2019: Wengie feat. David Amber - “Talk Talk” 프로듀싱 및 작곡
- 2019: Wengie feat. Eill, David Amber - “Talk Talk (Japanese Verison) 프로듀싱 및 작곡
- 2019: 유학소녀- “Popsicle” 프로듀싱 및 작곡
- 2020: SF9 - “룰루 랄라 Lullu Lalla” 프로듀싱 및 작곡
- 2020: 아이즈원 - “Eyes” 프로듀싱 및 작곡
- 2020: 에버글로우 - “GxxD Boy” 프로듀싱 및 작곡
- 2020: CRAVITY - “Believer” 프로듀싱 및 작곡
- 2020: NCT Dream - "Trigger the Fever" 프로듀싱 및 작곡
- 2020: Julie and the Phantoms - “Edge of Great” 프로듀싱
- 2020: Julie and the Phantoms - “Wow” 프로듀싱 및 작곡
- 2021: 백현 - “Disappeared” 프로듀싱 및 작곡
- 2021: OWV - “Ready Set GO!” 프로듀싱 및 작곡
- 2021: OWV - “Get Away” 프로듀싱 및 작곡
- 2021: 더보이즈 - “Hush” 프로듀싱 및 작곡
- 2021: 체리블렛 - “종소리 (Ting-a-ring-a-ring)” 프로듀싱 및 작곡
- 2022: EX-IT (WJSN x Hyolyn) - “KABOOM” 프로듀싱 및 작곡
- 2022: VIVIZ - “Lemonade” 프로듀싱 및 작곡
- 2022: 키 - “G.O.A.T. (Greatest of All Time)” 프로듀싱 및 작곡
- 2022: 미래소년 - “Marvelous” 프로듀싱 및 작곡
- 2022: 로켓펀치 - “덤덤 (Red Balloon) 프로듀싱 및 작곡
- 2022: 페이브원 - “Zombie” 프로듀싱 및 작곡
- 2022: 신화 WDJ - “Shape On Body” 프로듀싱 및 작곡
- 2022: 드리핀 - “Champion” 프로듀싱 및 작곡
- 2022: 피원하모니 - “Secret Sauce” 프로듀싱 및 작곡
- 2022: 피원하모니 - “Yes Man” 프로듀싱 및 작곡
- 2022: 피원하모니 - “Mirror Mirror” 프로듀싱 및 작곡
- 2023: 피원하모니 - “Heartbeat Drum” 프로듀싱 및 작곡
- 2023: NINETYSIX (보이즈 플래닛) - “SuperCharger” 프로듀싱 및 작곡
- 2023: 휘브 - “Make It” 프로듀싱 및 작곡
- 2023: OCTPATH - “Hot Thoughts” 프로듀싱 및 작곡
- 2023: OCTPATH - “Mind Blaster” 프로듀싱 및 작곡
- 2024: 이븐 - “K.O. (Keep On)” 프로듀싱 및 작곡
- 2024: 이븐 - “XO” 프로듀싱 및 작곡
- 2024: EASTSHINE - “Heartthrob”프로듀싱
- 2024: A20 Rookies - “Kiss Me Quick” 프로듀싱 및 작곡
- 2024: Esther Yu - “心弦Heart (Heartstrings)” 프로듀싱
- Harajuku Ekimae Parties - "Natsukoi - Summer Love -" 프로듀싱 및 작곡
- Pollicer – Songs For Those Who Yearn – 12 Tracks 프로듀싱 및 작곡